# Batophila femorata
Batophila femorata es una especie de  coleóptero de la familia Chrysomelidae. Fue descrita en 1989 por Scherer.